# Vlag van New York (staat)
De vlag van de staat New York is donkerblauw met in het midden het wapen van deze Amerikaanse staat. De vlag werd aangenomen op 2 april 1901. Daarvoor was er nog een gele versie van de vlag die nooit echt als officiële vlag gediend heeft. De gele vlag werd in gebruik tussen 1896 en 1901.
Het schild wordt ondersteund door twee figuren. Deze twee zijn de godin van de Vrijheid (links) en de godin van de Gerechtigheid. De godin van de vrijheid toont het revolutionaire symbool van de Frygische muts; haar linkervoet staat op een kroon. De geblinddoekte godin van de Gerechtigheid draagt een zwaard en een weegschaal.
Het wapenschild toont de Hudsonrivier en zijn omgeving. De twee schepen symboliseren de binnenlandse en internationale handel, die beide belangrijk zijn voor de staat New York. Boven op het wapenschild staat een wereldbol met daarop een adelaar. Het motto Excelsior is Latijn en betekent "Altijd omhoog."
In april 2020 is de vlag lichtjes veranderd en is er onder Excelsior ook nog de woorden E Pluribus Unum toegevoegd. Deze woorden betekenen niet minder dan "uit velen één" en waren het onofficiële motto van de Verenigde Staten.
| Vexillologisch symbool voor een buiten gebruik gestelde vlag | Vexillologisch symbool voor een buiten gebruik gestelde vlag |